# Мону, Ольга Онисимовна
Ольга Онисимовна Мону (25.05.1925 — ?) — бригадир рабочих Оргеевского табачно-ферментационного завода Министерства пищевой промышленности Молдавской ССР, Герой Социалистического Труда (17.01.1974).
Родилась в селе Чигоряны, ныне Оргеевский район Молдавии.
Работала на Оргеевском табачно-ферментационном заводе сортировщицей, затем бригадиром комплексной бригады. Её бригада выступила инициатором социалистического соревнования за досрочное выполнение производственных заданий в табачной промышленности Молдавии.
Обучила профессии более 50 сортировщиц.
В 1971 году по итогам очередной пятилетки награждена орденом Ленина. Указом Президиума Верховного Совета СССР от 17.01.1974 присвоено звание Героя Социалистического Труда с вручением второго ордена Ленина и золотой медали «Серп и Молот».
Депутат Верховного Совета Молдавской ССР 8-го созыва.